# 辉发那拉氏
辉发那拉氏（转写：Hoifa Nara hala），亦作辉发氏，是满洲著姓那拉氏的主要分支之一，其始祖昂古里星古力出身黑龙江女真尼马察部，本姓益克得里氏，后来率众南迁至张地方，得到当地人士噶扬噶、土墨图的帮助。因二人为那拉氏，遂附其姓。明朝中后期，传至首领王机褚时，在辉发河流域筑城，称“辉发国主”。王机褚死后，其孙拜音达里即位，被努尔哈赤击败，其家族、部属被其兼并、编入八旗。清朝时期，辉发那拉氏中最为显赫者当属清高宗继皇后一支，其父讷尔布父凭女贵追封一等公。然而，野史記載了继皇后因斷髮触怒乾隆帝，被禁在翊坤宫后殿，收回四份册宝，虽未被废后但如同被废，其家族还因此失去了世管佐领的地位，走向没落。在此之外，该氏还有数人拥有轻车都尉、骑都尉等世职。民国以后，多以張-施-蘇-游姓為漢姓。

## 清代主要世家

### 辉发贝勒家族

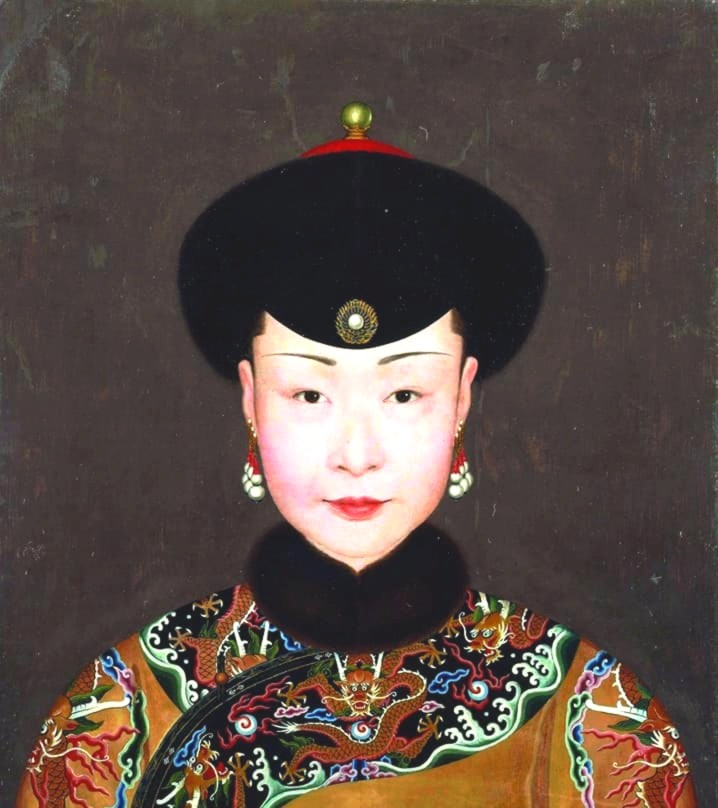
清高宗继皇后，常误作乌拉那拉氏

辉发贝勒家族主要被编隶于满洲镶红旗、镶蓝旗、包衣镶黄旗。其中通贵为王机褚之孙，隶镶红旗，因率领兄弟以及同里人归附努尔哈赤授骑都尉世职、部众编为佐领由其统领。通贵死后无嗣，由其弟后裔承袭，其中侄孙甘生官至副都统；通贵亲叔古禄逊之子康喀拉因战功封三等轻车都尉世职；古禄逊之孙莽佳任员外郎，因考察称职授云骑尉世职；通贵亲叔玛玳之孙和托任参领，从征南明、农民军立战功，授云骑尉世职。通贵一系其余后裔多担任参领、佐领、协领、鸣赞、护卫、典仪、同知、笔帖式、郎中等。此外，通贵与同旗世居伊巴丹的巴奇兰、正蓝旗世居叶赫的图尔坤、纳穆占等为同族。
萨碧图、莽科均隶属于镶蓝旗，二者同为王机褚之孙。萨碧图之孙礼固屡立战功，任护军参领，三藩之乱于长沙征讨吴国贵时阵亡，赠骑都尉世职；萨碧图其余后裔多任佐领等职。莽科早年率兄弟及同里人等归附努尔哈赤，被编佐领仍使莽科统领。莽科后裔多任护军参领、佐领、骁骑校、笔帖式等职。其中，莽科之孙罗和官至副都统；曾孙讷尔布任袭世管佐领，因其女晋封皇后，追封一等公，由其子讷苏肯袭一等侯。
镶黄旗包衣额徳，为王机褚亲兄鼐瑚之子，后裔分别任员外郎、佐领、驼马群总管兼云麾使、司库，其中元孙七十四进士出身。此外，正蓝旗包衣尼喀达与额徳为同里同族，尼喀达之裔分别担任牧长、护军校等职；尼喀达族弟班音达理之裔亦分别担任牧长、护军校等职。
清朝时期，辉发那拉氏中最为显赫者当属清高宗继皇后一支，其父讷尔布父凭女贵追封一等公。然而，继皇后因断发触怒乾隆帝被幽禁在翊坤宫后殿，收回四份册宝，如同被废，其家族还因此失去了世管佐领的地位，走向没落。
在此之外，该氏还有数人拥有轻车都尉、骑都尉等世职。

### 其他
此外，同地有其他同姓氏家族并未注明与辉发贝勒家族有血缘关系。其中，正蓝旗三檀之裔最为显赫，其后人因战功分别获得三等轻车都尉、骑都尉兼一云骑尉、三个骑都尉世职；镶黄旗博尔济之裔有两个骑都尉世职；正蓝旗硕色吴巴世出使察哈尔劝降，被察哈尔拘禁三年毫不屈服，后逃脱归来优授骑都尉，任官陵寝总管。此外，镶红旗屯泰、谟式、正蓝旗阿鼐等后裔亦有世职。

## 延伸阅读
- 刘庆华. . 辽宁民族出版社. 2012. ISBN 9787549702794.